# Бенк оф Америка Стедіум
Бенк оф Америка Стедіум (англ. Bank of America Stadium) — стадіон, розташований у місті Шарлотт, штат Північна Кароліна в США. Він має більш ніж 73,000 місць та займає площу 33 акр (13 гектарів). Арена приймає домашні матчі команди «Кароліна Пантерс», яка виступає в Національній футбольній лізі.